# 山口貯水池

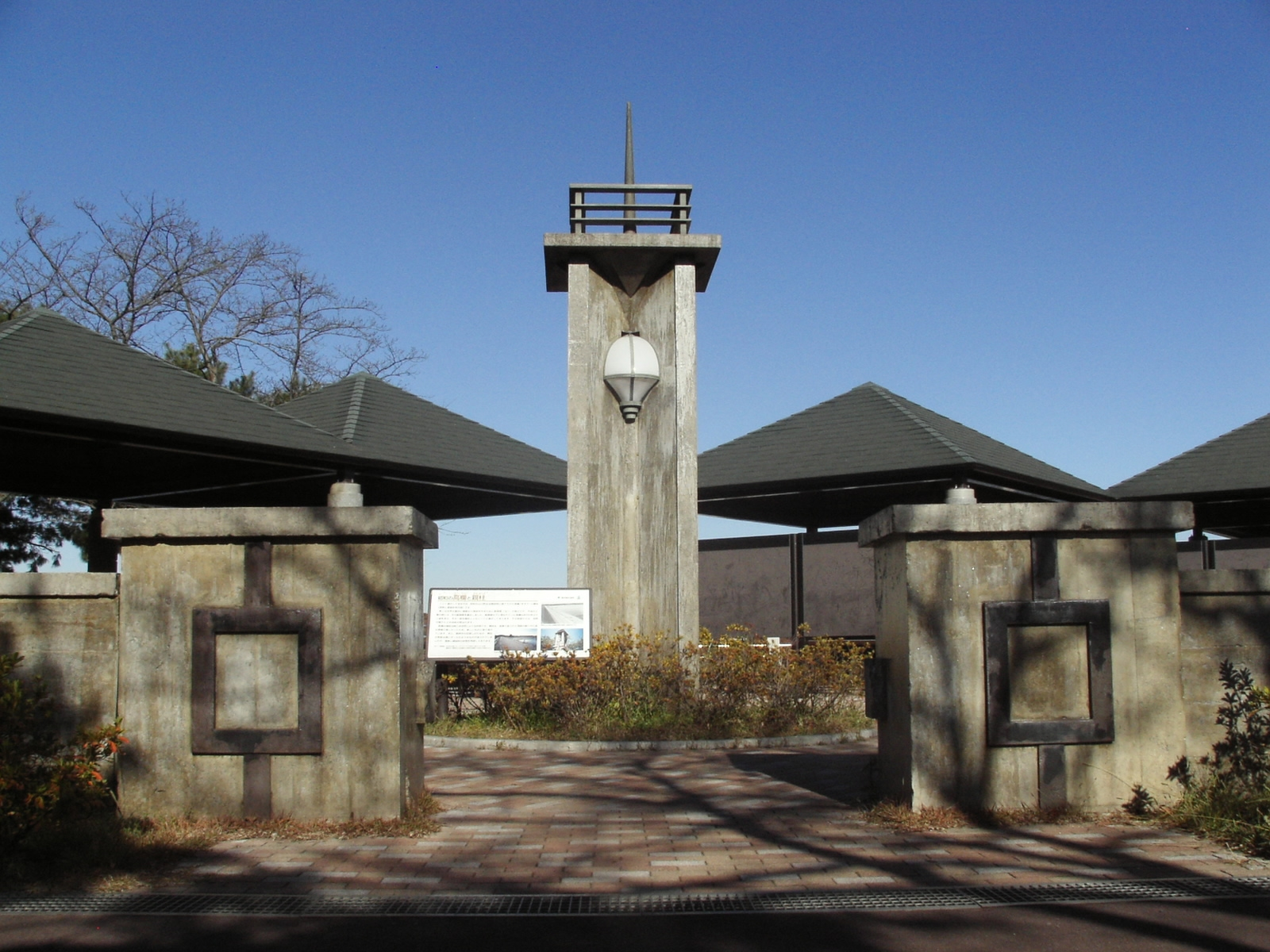
県立狭山自然公園内に展示中の1934年当時に作られた高欄と親柱

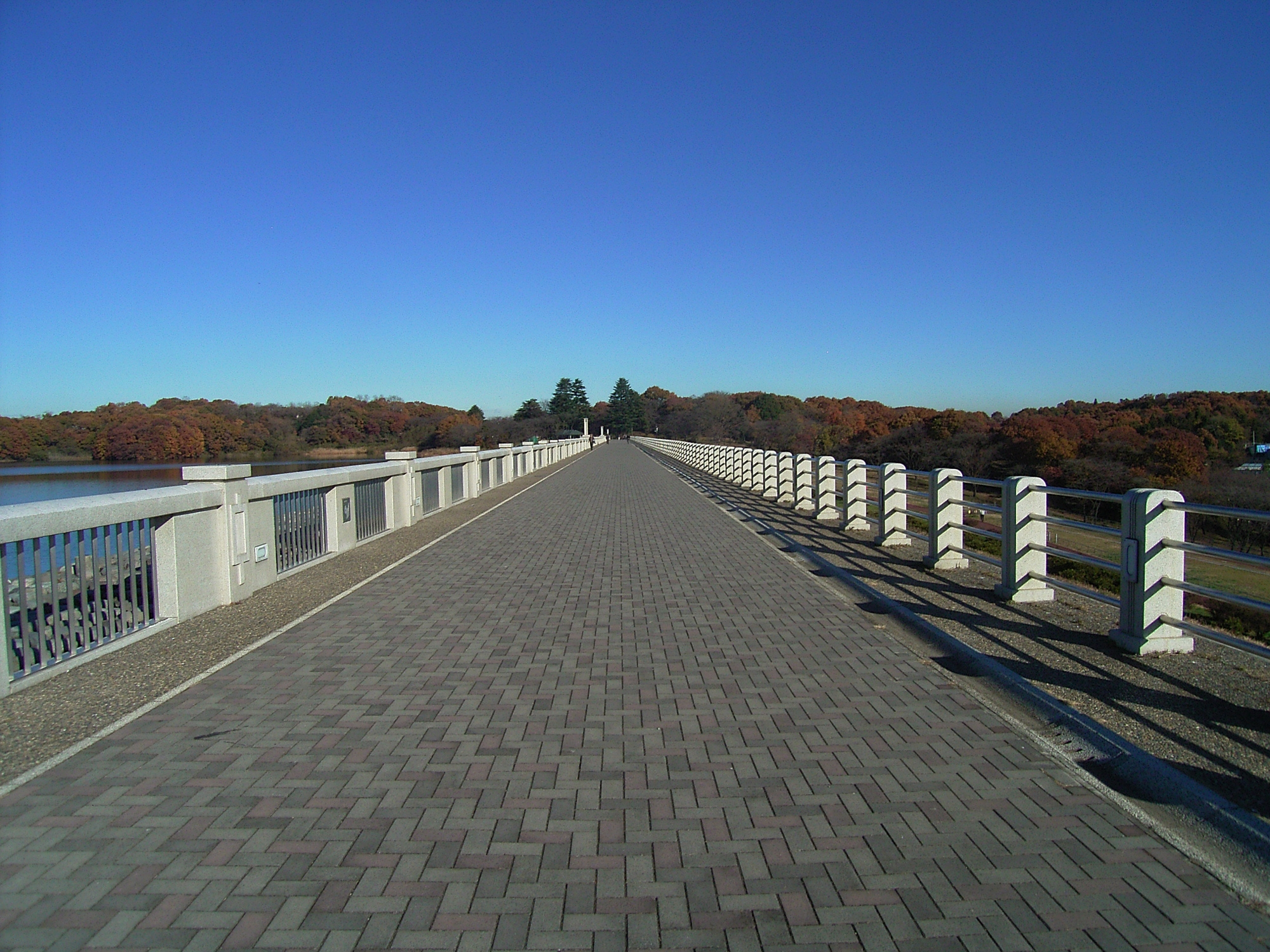
平成の耐震工事後の堤体に作られた歩行者通路

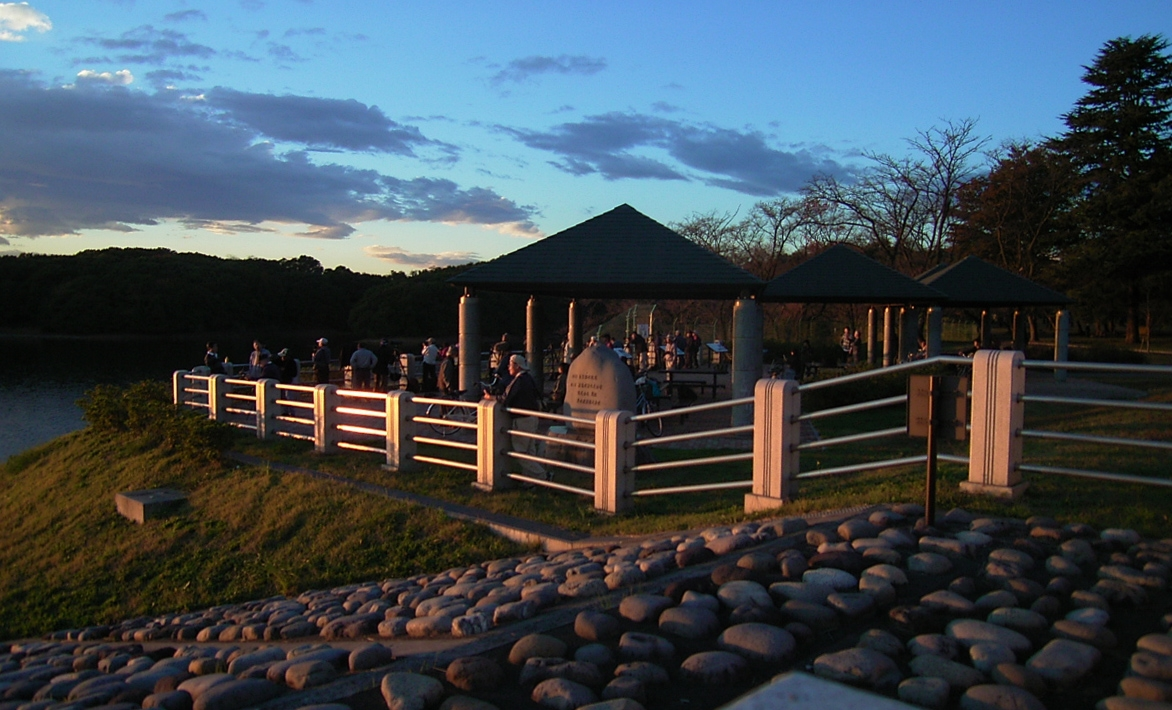
景観を楽しむ一般客で賑う展望デッキ

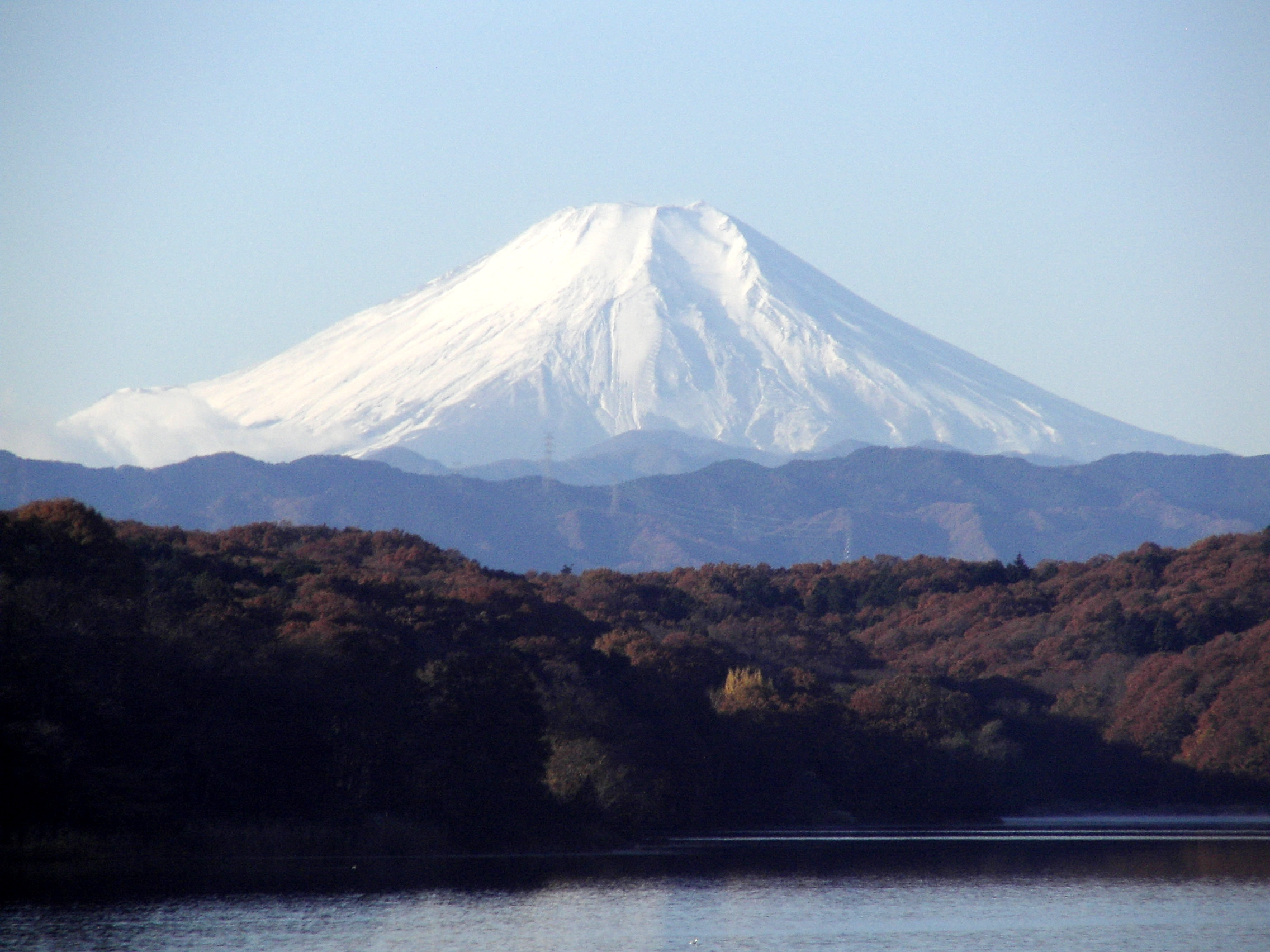
天候の良い日には展望デッキから富士山が眺められる

山口貯水池（やまぐちちょすいち、英称：Yamaguchi Reservoir）は、狭山湖（さやまこ、英称：Sayama Lake）の通称でよばれる、埼玉県所沢市・入間市にある1934年（昭和9年）完成の東京都水道局水源管理事務所村山・山口貯水池管理事務所が管理する人造湖である。

## 概要
山口貯水池は多摩川（羽村市）の小作取水堰（小作・山口線）及び、羽村取水堰（羽村線）からの導水を主要な水源としているが、一部金堀沢・大沢などの天然の湧き水が流れ込む。湖の水は東村山市の東村山浄水場、武蔵野市の境浄水場へと導かれ、東京都の上水道として供給される。
埼玉県所沢市・入間市に位置しているが、東京都水道局管理のため埼玉県の上水道としては供給されていない。北岸には根古屋城の城跡が存在する。隣接する東京都東大和市の村山貯水池（多摩湖）も同じ理由で作られた人造湖。1927年（昭和2年）完成。

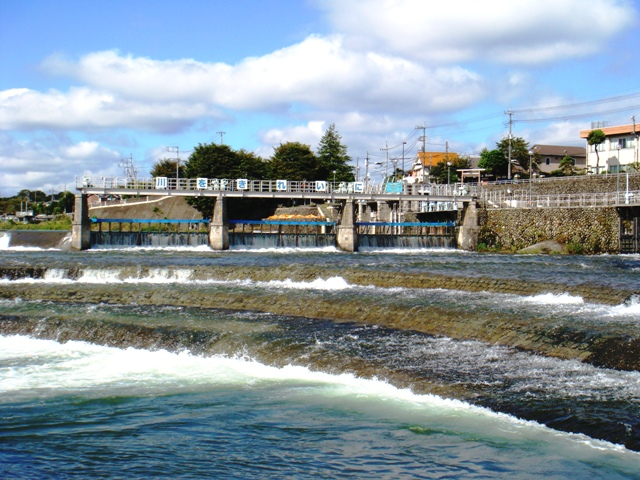
羽村取水堰
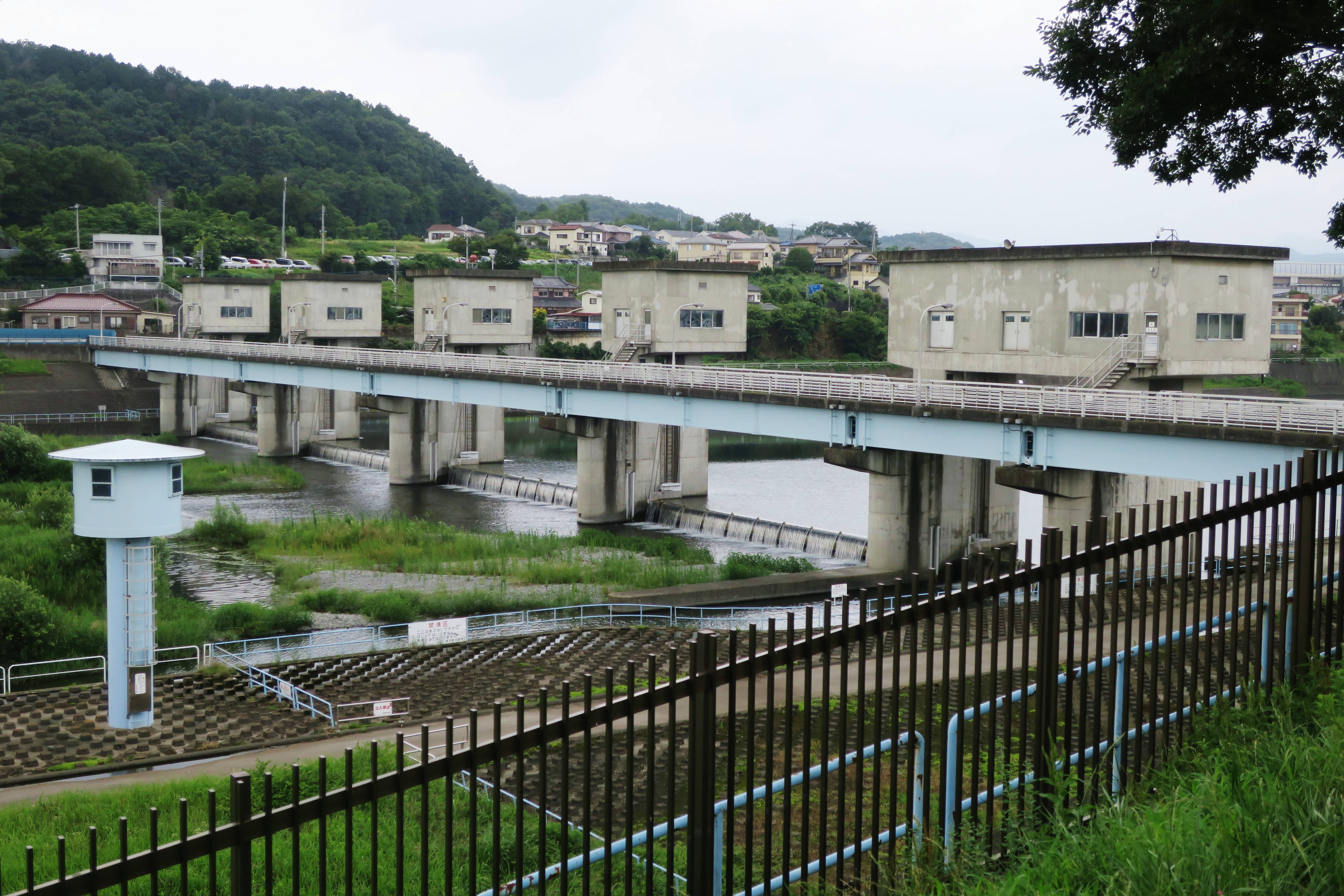
小作取水堰

## 歴史・経緯
東京市の人口増加に対応した水源確保のため、埼玉県入間郡山口村（現在の所沢市）に1927年（昭和2年）に、東京市水道の第一次拡張事業第2期工事で認可され着工、7年の歳月をかけ建設された。
貯水池は狭山丘陵の柳瀬川浸食谷を活用して造られ、勝楽寺（山口村の大字）と縄竹（宮寺村の字、現・入間市）は集落全体が離村した。工事にあたり、村山貯水池の資材運搬と導水管（羽村村山線）工事の際に敷設し廃線となった羽村-横田間の軽便鉄道の線路再敷設と横田-山口貯水池堰堤間の延伸工事を1928年に行い、1929年から砂利運搬に利用した。廃線跡の一部は武蔵村山市は野山北公園自転車道として、羽村市は神明緑地として整備された。
2007年に村山貯水池と合わせて、土木学会選奨土木遺産に選ばれる。

### 戦時中の補強工事
第二次世界大戦中、米軍などの空襲による破壊に備えるため、1943年から1944年にかけて羽村山口軽便鉄道を復活させ砂利を運び、既存の堰堤の嵩上げと自然石とコンクリートによる耐弾層が施工された。高欄や親柱はこの時点で耐弾層に埋められた。

### 平成の耐震工事
1995年（平成7年）に起きた阪神・淡路大震災を契機とし、1998年（平成10年）から2002年（平成14年）11月にかけて堤防と取水塔の補強工事が実施され、また堤体の上流側と下流側に腹付け盛土を行い堤体の断面規模を大きくする耐震強化工事を実施した。耐震工事とともに周辺の整備も行われ、以前はなかった堤防の途中に設けられた数カ所の階段や展望デッキも新設された。耐震工事前の堤防の道の両脇には石が敷き詰められていたが、新しい堤防はそれがなくなり、歩きやすくなった。新しい堤防の道は以前の堤防の雰囲気を残すためか、道と道の両脇の色が異なっている。なお、耐弾層を除去した際に昭和初期の高欄や親柱が発見された。耐弾層が保護の役割をしていたため、当時の面影がきれいに残っていた。

## 自然
湖畔は松やクヌギの雑木林で、緑豊かな武蔵野の情景を醸し出している。春には、ソメイヨシノとツツジが咲く名所でもある。2万本にも及ぶ桜が開花すると、湖周辺は花見を楽しむ家族連れなどで非常に賑わう。
周辺は埼玉県立狭山自然公園となっており、その美しさは埼玉の自然100選にも選出されている。狭山丘陵には「狭山丘陵いきものふれあいの里」と「さいたま緑の森博物館」が整備され、狭山丘陵の自然について学ぶことができる。

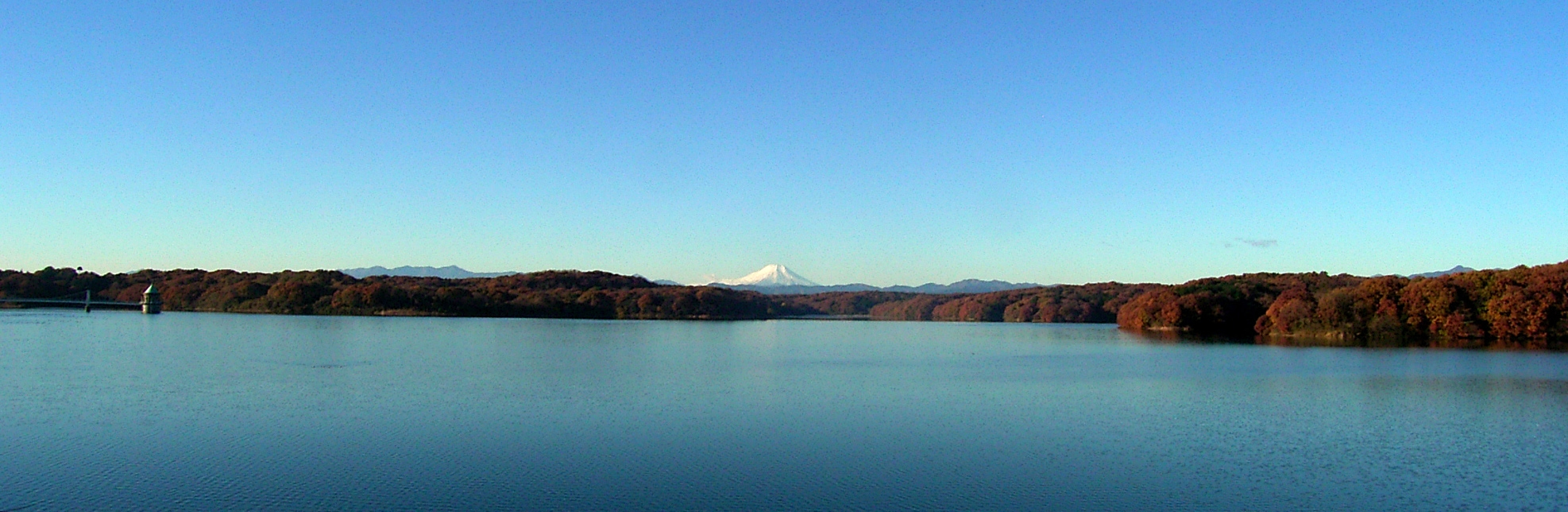
山口貯水池の遠景。

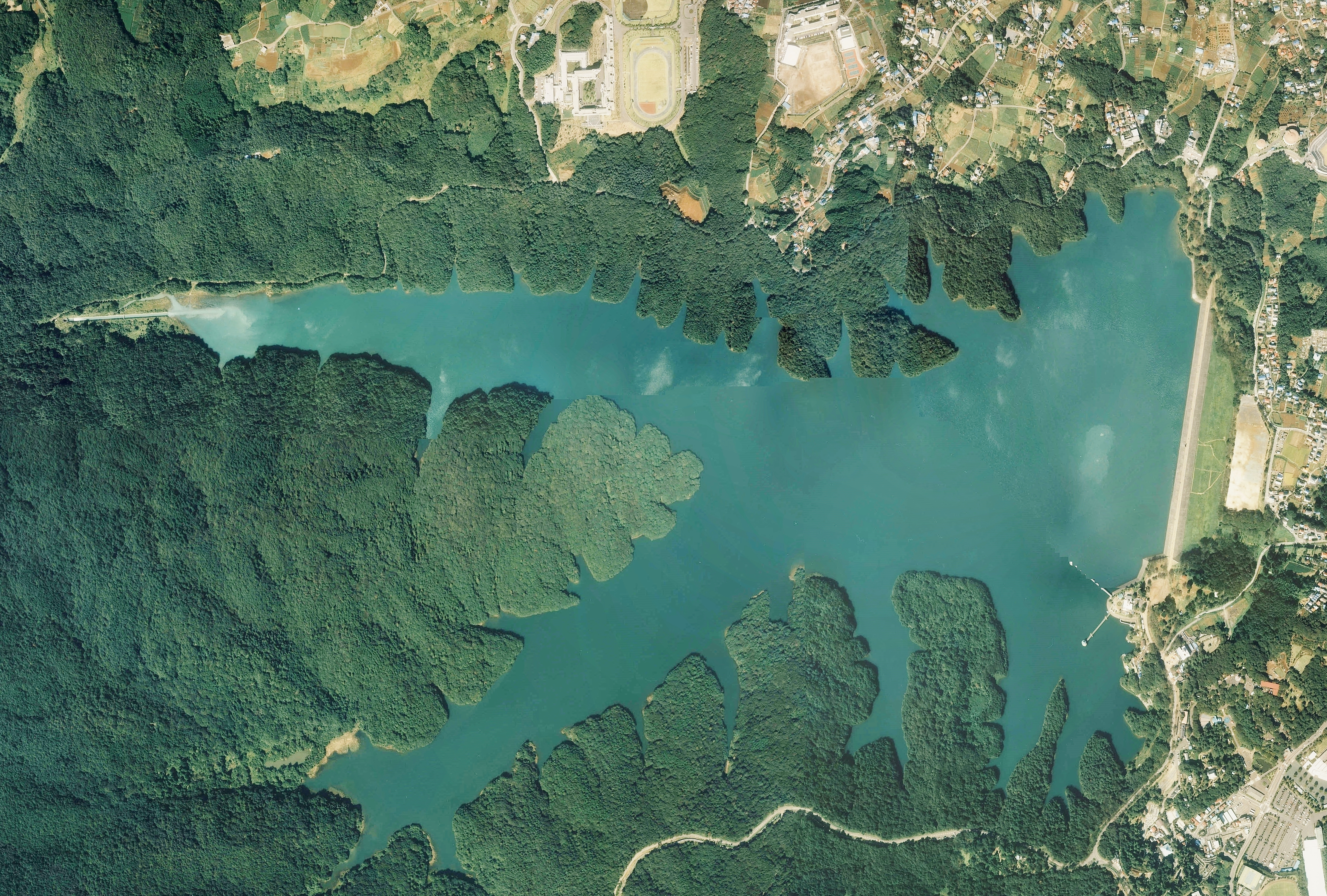
山口貯水池周辺の空中写真。1989年撮影の6枚を合成。
。

## 交通アクセス
西武狭山線・山口線 西武球場前駅下車。徒歩17分。同駅はかつて（1951年から1979年まで）「狭山湖駅」と呼ばれていた。